# Catedral basílica de la Asunción de la Virgen María (Gorzów Wielkopolski)
La Basílica Catedral de la Asunción de la Virgen María  (en polaco: Bazylika katedralna Wniebowzięcia Najświętszej Marii Panny ) se encuentra ubicada en Gorzów Wielkopolski, Polonia y es la sede de la diócesis de Zielona Góra-Gorzów.
La catedral de Gorzów es el edificio más antiguo de la ciudad polaca de Gorzow Wielkopolski. Fue fundada a finales del siglo XII en el sitio donde antes estuvo la antigua iglesia de la ciudad. La iglesia cambió su denominación al protestantismo en 1537, pero regresó al catolicismo en 1945 cuando la ciudad fue cedida a Polonia. La iglesia fue nombrada una catedral el 12 de diciembre de 1945.
En la catedral se encuentra la imagen de la Asunción de la Virgen María igual que en la Iglesia de la Asunción de la Virgen María en Buchach.